# At. Long. Last. ASAP
At. Long. Last. ASAP (stylizováno jako AT.LONG.LAST.A$AP) je druhé studiové album amerického rappera ASAP Rockyho, vydané 26. května 2015 u nahrávacích společností Polo Grounds Music a RCA Records.

## O albu
V březnu 2014 oznámil, že začal pracovat na svém druhém albu.
Na produkci alba se podíleli Juicy J, Danger Mouse a ASAP Yams. Jeho mentor a kolega z uskupení ASAP Mob s pseudonymem ASAP Yams zemřel v lednu 2015, což se ASAP Rockyho velmi dotklo. V březnu 2015 oznámil název alba, a to At. Long. Last. ASAP.
Album mělo být vydáno 12. května 2015, ale v průběhu května bylo odloženo na 2. června. Nakonec bylo vydáno 26. května 2015.

## Singly
V říjnu 2014 vydal první singl s názvem "Multiply". Ten nakonec na albu nebyl vydán.
V lednu 2015 následoval singl "Lord Pretty Flacko Jodye 2 (LPFJ2)", píseň se v žebříčcích neumístila.
V květnu byl vydán singl "Everyday" (ft. Rod Stewart, Miguel a Mark Ronson), který se po vydání alba umístil na 92. příčka.
Po vydání alba se singl "L$D", vydaný 21. května 2015, umístil na 62. příčce v Billboard Hot 100.
Do žebříčku se po vydání alba dostala i píseň "Electric Body" (ft. Schoolboy Q) (80. příčka).

## Po vydání
V první týden prodeje se v USA prodalo 116 731 kusů alba a bylo 25 milionkrát streamováno, tím debutovalo na první příčce žebříčku Billboard 200. V druhý týden prodeje se v USA prodalo dalších 31 758 kusů a album bylo 19 milionkrát streamováno. Celkem se v USA prodalo 210 000 kusů alba. V únoru 2016 RIAA změnila pravidla udělování certifikací a nově do celkového prodeje započítávala i audio a video streamy. Jen díky tomu album získalo certifikaci zlatá deska.
Od hudebních kritiků album obdrželo především pozitivní hodnocení. Server Metacritic udělil albu na základě 27 recenzí hodnocení 76 bodů ze 100.

## Seznam skladeb
| Pořadí         | Název                                            | Hudba | Délka |
| -------------- | ------------------------------------------------ | --- | ----- |
| 1.             | Holy Ghost (ft. Joe Fox)                         | Danger Mouse, DJ Khalil (add.) | 3:11  |
| 2.             | Canal St. (ft. Bones)                            | Hector Delgado, Klimeks, Frans Mernick                                                                                               | 3:47  |
| 3.             | Fine Whine (ft. Future, Joe Fox a M.I.A.)        | S.I.K., THC (add.) | 3:38  |
| 4.             | L$D                                              | Hector Delgado, Jim Jonsin, Finatik N Zac                                                                                            | 3:58  |
| 5.             | Excuse Me                                        | Vulkan The Krusader, Hector Delgado, LORD FLACKO, Jim Jonsin, Finatik N Zac                                                          | 3:58  |
| 6.             | JD                                               | Plu2o Nash | 1:48  |
| 7.             | Lord Pretty Flacko Jodye 2 (LPFJ2)               | Nez & Rio | 2:07  |
| 8.             | Electric Body (ft. Schoolboy Q)                  | Hector Delgado, Danger Mouse (add.), THC (add.), Teddy Walton (add.)                                                                 | 4:15  |
| 9.             | Jukebox Joints (ft. Kanye West a Joe Fox)        | Kanye West, Che Pope | 5:24  |
| 10.            | Max B (ft. Joe Fox)                              | Hector Delgado, LORD FLACKO | 4:01  |
| 11.            | Pharsyde (ft. Joe Fox)                           | Danger Mouse, Frans Mernick (add.), Dan Lynas (add.)                                                                                 | 3:42  |
| 12.            | Wavybone (ft. Juicy J a UGK)                     | Juicy J, Hector Delgado (add.) | 5:03  |
| 13.            | West Side Highway (ft. James Fauntleroy)         | Danger Mouse, Frans Mernick (add.)                                                                                                   | 2:57  |
| 14.            | Better Things                                    | Frans Mernick | 3:19  |
| 15.            | M'$ (ft. Lil Wayne)                              | Da Honorable C.N.O.T.E., Mike Dean                                                                                                   | 3:53  |
| 16.            | Dreams (Interlude)                               | LORD FLACKO, Frans Mernick | 2:17  |
| 17.            | Everyday (ft. Rod Stewart, Miguel a Mark Ronson) | Mark Ronson, Emile Haynie, Frans Mernick (add.), Jeff Bhasker (add.), LORD FLACKO (add.), Tom Elmhirst (add.), Hudson Mohawke (add.) | 4:21  |
| 18.            | Back Home (ft. Mos Def, Acyde a ASAP Yams)       | Thelonious Martin, DDot Omen, Rakim Mayers, Frans Mernick                                                                            | 4:38  |
| Celková délka: | Celková délka:                                   | Celková délka: | 66:15 |

## Mezinárodní žebříčky
| Země                     | Umístění |
| ------------------------ | -------- |
| Austrálie                | 5        |
| Kanada                   | 3        |
| Nizozemsko               | 46       |
| UK Albums Chart          | 10       |
| US Billboard 200         | 1        |
| US Billboard R&B/Hip-Hop | 1        |
| US Billboard Rap         | 1        |